# 腓特烈 (安哈特-哈茨格羅德親王)
安哈特-哈茨格羅德的腓特烈（德語：Friedrich von Anhalt-Harzgerode，1613年11月16日—1670年6月30日），安哈特-貝恩堡親王克里斯蒂安一世之子，安哈特-哈茨格羅德親王。

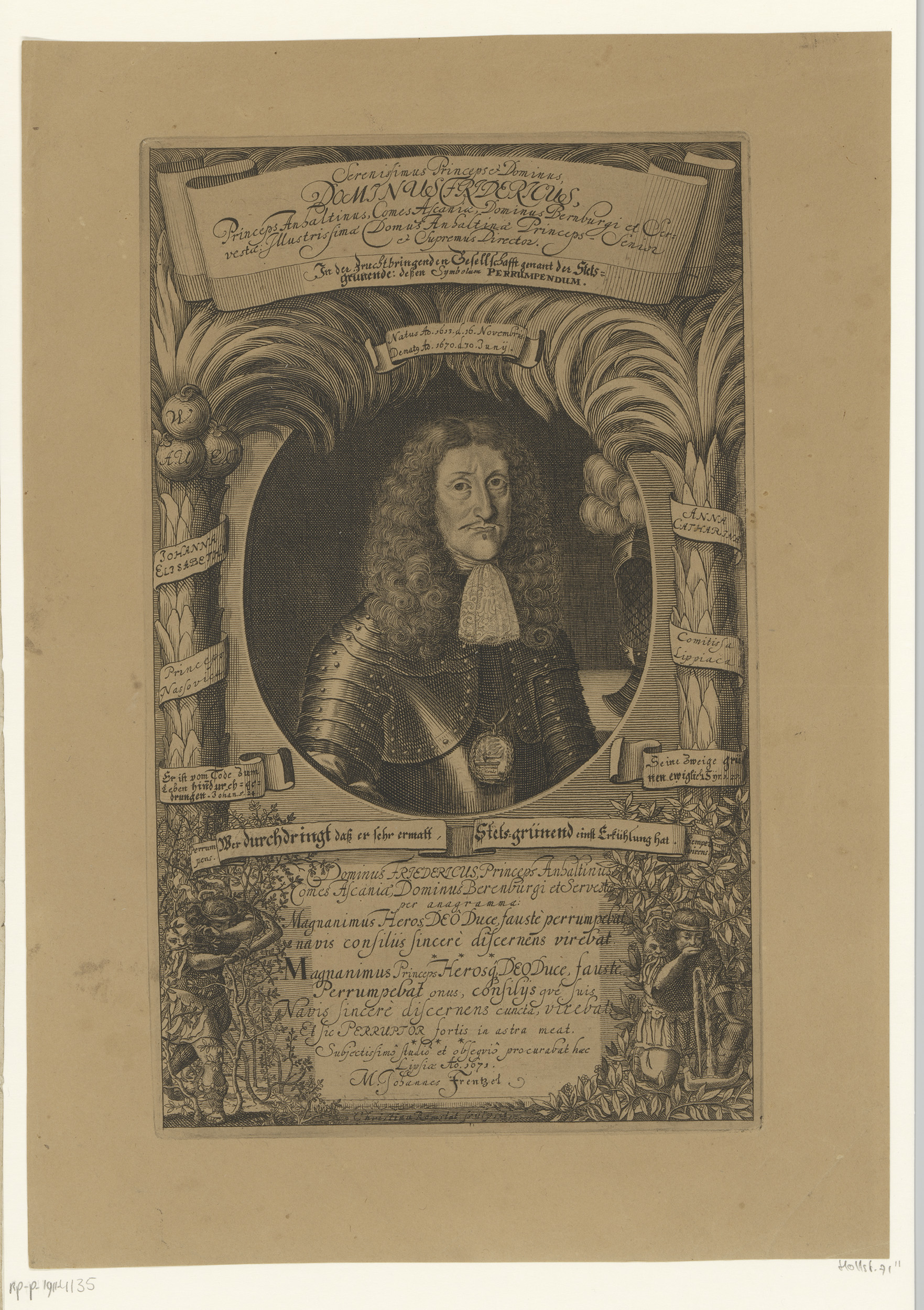
腓特烈

## 家庭
1642年，腓特烈與拿騷-哈達馬爾伯爵約翰·路德維希的女兒約翰娜·伊莉莎白結婚，兩人共有1子1女：
1. 威廉·路德維希（1643年—1709年）
2. 伊莉莎白·夏洛特（英语：Princess Elisabeth Charlotte of Anhalt-Harzgerode）（1647年—1723年）